# Natasha Richardson
Natasha Jane Richardson (Londres, 11 de Maio de 1963 - Nova Iorque, 18 de Março de 2009) foi uma atriz britânica.

## Biografia e carreira
Filha do cineasta Tony Richardson e da atriz Vanessa Redgrave, irmã da atriz Joely Richardson e meia-irmã do ator Carlo Gabriel Nero, Natasha foi casada com o produtor Robert Fox, entre 1984 e 1991. Em janeiro de 1992, casou com Liam Neeson com quem teve dois filhos: Michael (1995) e Daniel Jack (1996).
Atuou como Elizabeth James no filme de 1998,  Operação Cupido, como a mãe que vive em Londres, com a filha Annie James (Lindsay Lohan), e da sua outra filha (irmã gêmea de Annie) Hallie Parker, que não vive com ela. Sai à procura do ex-marido, na Califórnia, para destrocá-las.

## Acidente fatal
Natasha Richardson foi hospitalizada em 16 de março de 2009 em um hospital de Montreal, depois de ter sofrido uma grave lesão na cabeça em um acidente quando esquiava num centro de esqui na província canadense de Quebec, cerca de 130 km a noroeste da cidade de Montreal. A queda aconteceu numa pista para principiantes onde a atriz tomava lições de esqui. Richardson, de 45 anos, foi levada para um hospital próximo da área de esqui de Mont-Tremblant e mais tarde foi transferida para um centro médico de Montreal.
Diante disso, foi transferida para um hospital na cidade de Nova Iorque a pedido da família, para que pudessem passar os últimos momentos da atriz ao lado dela. Seu marido, o também ator Liam Neeson, parou as gravações do filme O Preço da Traição para ficar ao lado da esposa em suas últimas horas com a família.
A atriz foi declarada morta pelo hospital, ainda na noite do dia 18 de março. Encontra-se sepultada em Saint Peter's Episcopal Cemetery, Lithgow, Condado de Dutchess, Nova Iorque nos Estados Unidos.

## Filmografia
- Gothic (1986) - Mary Shelley
- A Month in the Country (1987) - Alice Keach
- Patty Hearst (1988) - Patricia Hearst
- Fat Man and Little Boy (1989) - Jean Tatlock
- The Handmaid's Tale (1990) - Kate/Offred
- The Comfort of Strangers (1990) - Mary
- The Favour, the Watch and the Very Big Fish (1991) - Sybil
- Past Midnight (1992) - Laura Mathews
- Nell (1994) - Dr. Paula Olsen
- Widows' Peak (1994) - Mrs Edwina Broome
- The Parent Trap (1998) - Elizabeth James
- Haven (2001) - Ruth Gruber
- Blow Dry (2001) - Shelley Allen
- Waking Up In Reno (2002) - Darlene Dodd
- Maid in Manhattan (2002) - Caroline Lane
- The White Countess (2005) - Countess Sofia Belinskya
- Asylum (2005) - Stella Raphael
- Evening (2007) - Constance Lord
- Wild Child (2008) - Mrs. Kingsley